# Thesium schliebenii
Thesium schliebenii är en sandelträdsväxtart som beskrevs av Pilger. Thesium schliebenii ingår i släktet spindelörter, och familjen sandelträdsväxter. Inga underarter finns listade i Catalogue of Life.